# Komplutensiska polyglotten
Komplutensiska polyglotten kallas den första tryckta polyglottversionen av hela Bibeln, som utarbetades 1513–1517 i Alcalá de Henares (Complutum) i Spanien under ledning av kardinal Ximénez de Cisneros. Den innehåller de första tryckta utgåvorna av det grekiska Nya testamentet, hela Septuaginta och Targum Onkelos. Av de 600 exemplar som trycktes känner man endast till 123 som bevarats till nutid. 
Polyglottbibeln färdigställdes 1517 och publicerades 1520 i fem stora volymer (inklusive en volym bestående av en ordlista). Utgåvan var en av de stora arbetena i filologi under renässansen och innehöll kritiska utgåvor av alla Bibelns böcker i originalspråk; hebreiska, grekiska och arameiska, såväl som den auktoriserade latinska Vulgata-texten. Kardinal Cisneros lånade eller begärde in de flesta av de kända samtida bibelmanuskripten för projektet. Enbart den komplexa typografin gör att verket rankas som ett av de största framstegen för det spanska utbildningsväsendet.
De fyra första banden innehåller Gamla testamentet i olika texter och i följande ordning: 1) hebreiska texten, 2) Targum Onkelos till de fem Moseböckerna, med latinsk översättning, 3) den grekiska Septuaginta-översättningen, med ordagrann latinsk översättning, 4) den latinska Vulgata-översättningen. Femte bandet innehåller Nya testamentets grekiska text med Vulgataöversättningen, och sjätte bandet ett hebreisk-kaldeiskt lexikon och grammatik.